# Erebia coecodromus
Erebia coecodromus är en fjärilsart som beskrevs av Achille Guenée och Adrien Prudent de Villiers 1835. Erebia coecodromus ingår i släktet Erebia och familjen praktfjärilar. Inga underarter finns listade i Catalogue of Life.